# Омикрон Большой Медведицы
Омикрон Большой Медведицы (ο UMa / ο Ursae Majoris / ο Большой Медведицы) — двойная звезда в созвездии Большая Медведица. Имеет собственное имя Мусцида (Muscida, «Муха»). Вокруг главной компоненты обращается, как минимум, одна планета.

## Физические характеристики
Система расположена на расстоянии приблизительно 184 световых лет от Солнечной системы. Главная звезда системы, ο UMa A, — жёлтый гигант G-типа. Её масса и радиус составляют 3,09 и 14,1 солнечных соответственно. Температура поверхности значительно меньше, чем у Солнца: приблизительно 5242 кельвинов. Светимость звезды превышает солнечную в 138 раз.
Компаньон — ο UMa B, 15-й звёздной величины, удалён от главной звезды на 7 угловых секунд. Иногда выделяют ещё два компаньона: ο UMa C и ο UMa D, но они являются оптическими компаньонами.
Эта звезда также является переменной неустановленного типа с периодом 358 дней и пульсациями яркости в 0,5 видимой звёздной величины.

## Планетная система
В 2012 году группой японских астрономов под руководством Сато (Bun'ei Sato) из обсерватории Окаяма было объявлено об открытии планеты Омикрон Большой Медведицы b в системе. Это газовый гигант, превосходящий Юпитер по массе в 4,1 раза. Планета обращается на расстоянии 3,9 а.е. от родительской звезды, совершая полный оборот за 1630 суток. Открытие планеты было совершено методом доплеровской спектроскопии.